# أدريانا ألفيس
أدريانا ألفيس (بالبرتغالية: Adriana Alves‏) هي منافسة ألعاب القوى أنغولية، ولدت في 13 سبتمبر 1995.

## وصلات خارجية
- أدريانا ألفيس على موقع الاتحاد الدولي لألعاب القوى (الإنجليزية)